# Lácides de Cirene
Lácides de Cirene (en griego antiguo: Λακύδης ὁ Κυρηναῖος), fue un filósofo escéptico académico que sustituyó a Arcesilao como director de la Academia platónica en Atenas desde el 241 a. C. Fue obligado a dimitir en el 215 a. C. debido a problemas de salud, y murió en el 205 a. C. No ha sobrevivido ninguna de sus obras.

## Vida
Nació en Cirene, hijo de Alejandro. En su juventud fue pobre, pero destacó por su laboriosidad, así como por su forma de ser afable y simpática. Se trasladó a Atenas, y se sumó a la Academia Media, según una historia simple citada por Eusebio y escrita por Numenio, porque la facilidad con la que sus sirvientes le robaban sin ser descubiertos le convenció de que no se podía confiar en el testimonio de los sentidos. Fue discípulo de Arcesilao y le sucedió como director (erudito) de la escuela en el 241 a. C., la cual dirigió durante 26 años. El lugar donde se daban sus instrucciones fue un jardín, llamado Lacydeum (en griego Λακύδειον), mandado construir por su amigo Atalo I de Pérgamo. Renunció a su cargo en el 216 o 215 a. C., debido a problemas de salud, y durante sus diez últimos años de su vida la Academia estuvo dirigida por un consejo dirigido por Evandro y Telecles, quienes le sucedieron en la dirección conjunta de la Academia después de su muerte en el 206 o 205 a. C. Según Diógenes Laercio, murió por beber en exceso, pero la historia fue desacreditada en el elogio de Eusebio donde afirmaba que era moderado en todo lo que hacía.

## Filosofía
En sus opiniones filosóficas siguió de cerca a Arcesilao. Se dice que escribió tratados, incluido uno titulado Sobre la naturaleza, pero no ha sobrevivido nada. Aparte de una serie de anécdotas que se distinguen por su humor sarcástico, Lácides tiene reputación de ser un hombre de carácter refinado, trabajador y orador consumado.